# Daniel Israelis Salander
Daniel Israelis Salander (Salianders), född i Motala församling, Östergötlands län, död 7 augusti 1700 i Vallerstads församling, Östergötlands län, var en svensk präst.

## Biografi
Salander föddes i Motala församling. Han var son till kyrkoherden Israel Salander. Salander blev 1668 rector cantus vid Linköpings gymnasium. 1669 begav han sig på en resa till Leipzig. Han reste ditt för att utbilda sig i musik och för att inhandla musikinstrument . 4 september 1685 prästvigdes Salander. Han blev 1688 kyrkoherde i Vallerstads församling. Salander avled 1700 i Vallerstads församling. Ett epitafium över honom hängdes upp i Vallerstads kyrka.
Salander var respondent vid prästmötet 1696.

### Familj
Salander gifte sig 19 februari 1673 med Abigael Röding (död 1720), som var dotter till postmästaren Gudmund Röding och Catharina Lindbom i Linköping. De fick tillsammans barnen Anna Maria Salander (1674–1707) som var gift med kyrkoherden Andreas Ersberg i Levene församling, Helena Salander (1676–1678), Israel Salander (1680–1680), kvartermästaren Eric Salander (1685–1754) vid Östgöta kavalleriregemente och Catharina Salander (1693–1765) som var gift med kyrkoherden Johannes Schenberg i Normlösa församling och Anders Hagström i Åsbo församling.